# Blindstempel
Ein Blindstempel, auch Trockenstempel oder Prägestempel genannt, bezeichnet weniger das dazu benutzte Werkzeug als vielmehr die mit Stempeln geprägten, aber ohne Farbe versehenen Zeichen (Symbole, Ornamente, Schrift, Logo) auf bestimmten weichen Materialien. Der Begriff wird nur dort gebraucht, wo die Anbringungsweise eine Alternative zum Gold- oder Farbstempel darstellt, also nahezu ausschließlich bei Papier, Keramik und Leder, nicht bei Metallen (dazu siehe unter Punze oder Silberstempel), allenfalls, aber selten bei Holz. Angebracht wird der Trockenstempel meist mit einer Zange.

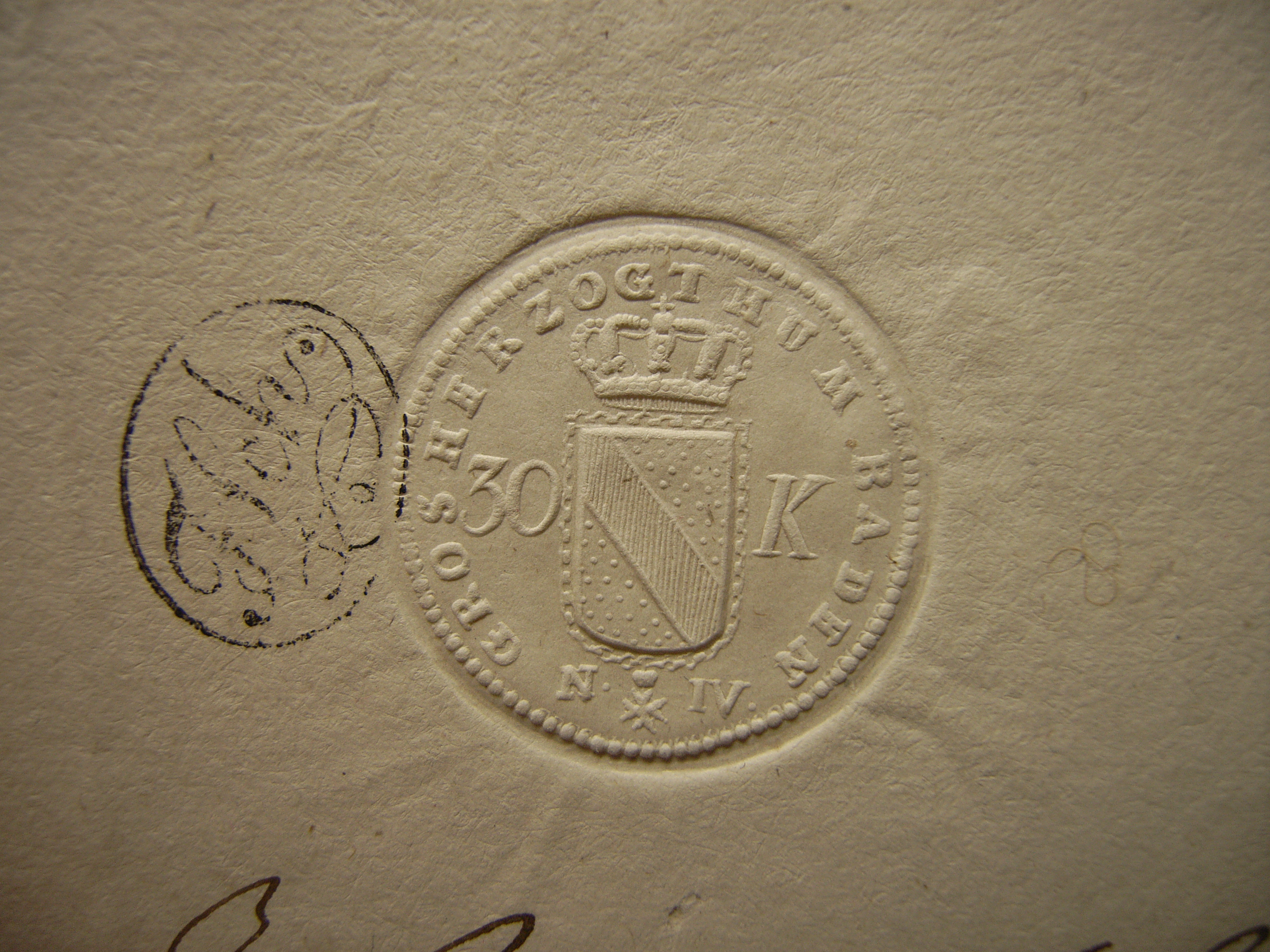
Stempelpapier, Großherzogtum Baden Blindstempel 30 Kreuzer, ca. 1823

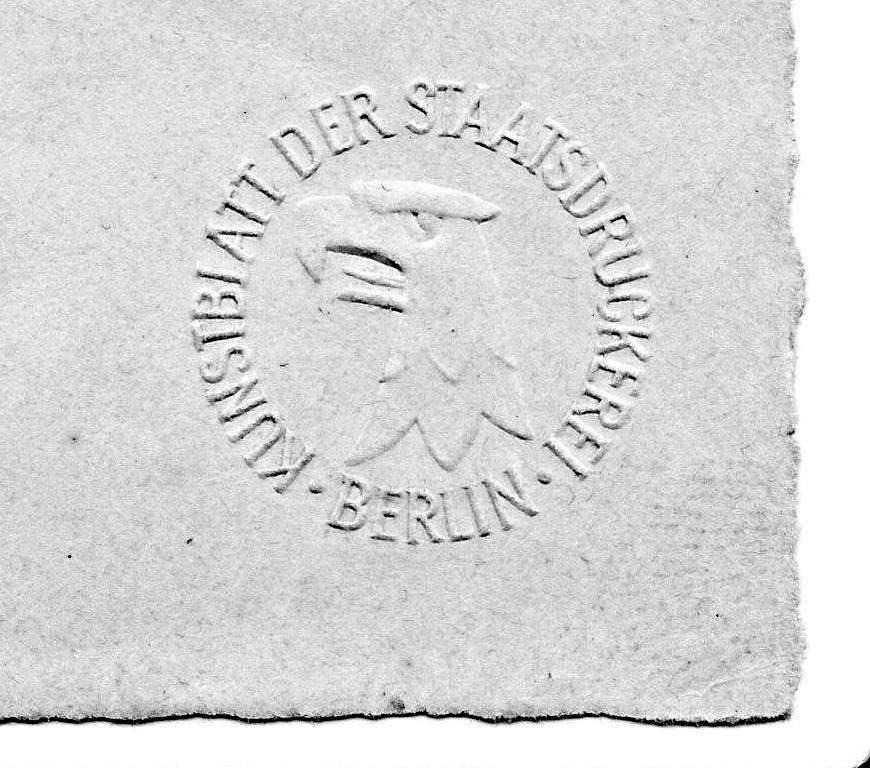
Blindstempel auf einem Faksimiledruck („Reichsdruck“) der Staatsdruckerei Berlin, 1949–51

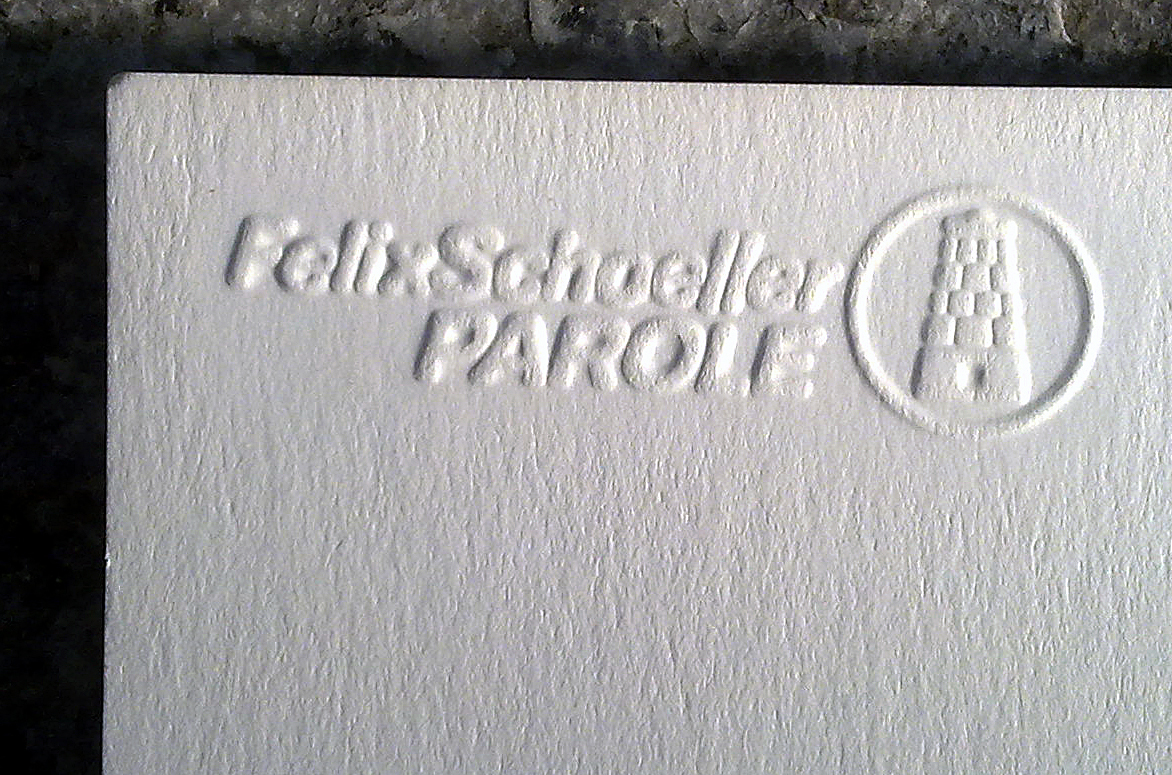
Blindstempel eines mehrfach geleimten Zeichenkartons, um 1998

## Auf Papier und Karton
Im 19. Jahrhundert wurden qualitätsvolle, maschinell erzeugte Briefpapiere ohne Wasserzeichen mit dem Bath-Stempel als Handelszeichen versehen. Hochwertige Drucksachen werden gelegentlich serienmäßig mit Blindstempeln versehen, z. B. Wappen auf Visitenkarten oder Logos auf Briefköpfen. Einzelne Bücher und Einzelblätter, z. B. Dokumente oder Künstlergrafiken werden gern mit Blindstempeln versehen, um sie als ein bestimmtes Eigentum zu kennzeichnen, wenn der optische Eindruck nicht gestört werden soll. Auf Künstlergrafik angebrachte Blindstempel können vom Künstler, dem ausführenden Drucker oder vom Papierhersteller sein. Auch Museen und Grafiksammler können eigene Prägestempel anbringen. Druckgrafik aus Künstlernachlässen kann vom Nachlassverwalter so markiert und der Prägestempel anschließend vernichtet werden, um unberechtigte Nachdrucke erkennbar zu machen. Fotografen haben ihre Namen gelegentlich blind auf Abzüge oder Trägerkartons gestempelt. Auch Verleger von Grafik und Hersteller hochwertigen Zeichenkartons versehen ihre Produkte mit Blindstempeln als Herkunftsnachweis. Bei Siegelmarken ist das Wappenbild ebenfalls oft nur geprägt, um die Funktionsähnlichkeit mit Wachs- und Lacksiegeln anzudeuten. Der Unterschied zum Wasserzeichen ist zu beachten.

## Auf Keramik
Meisterzeichen, Fabrikmarken, Modell- und Seriennummern bezeichnen oft auf der Unterseite von Porzellanen oder anderen Keramiken den Hersteller. Sie wurden vor dem Brennen in die noch nachgiebige Oberfläche des Materials eingedrückt.

## Auf Leder
Auch bei der dekorativen Verarbeitung von Pergament- und Lederoberflächen wurde die Technik der Blindstempelung angewendet, vor allem bei Bucheinbänden der frühen Neuzeit. Hier überschneiden sich weitgehend die Begriffe Blindstempelung und Blindprägung: Blindstempelung nennt man eher die Aneinanderreihung von Ornamentformen mit kleinen Stempeln oder Punzen, Blindprägung oder Blindpressung findet eher bei solchen Einbandverzierungen Verwendung, die von einem einzigen Pressstock gedruckt werden. Der Unterschied zur Lederschnitttechnik ist zu beachten. Ist bei Papier und Keramik die Alternative zum Blinddruck der Farbstempel, so wird bei Ledereinbänden auch oft mit Blattgold gestempelt, das sich nur in den Vertiefungen des Reliefs mit der Lederoberfläche verbindet.